# Grand Large
Grand Large este un lac de acumulare artificial cu o suprafață de aproximativ 45 ha și un port de agrement din provincia belgiană Hainaut. El constituie o extensie a canalului Nimy-Blaton-Péronnes, pe care îl conectează cu canalul du Centre în apropierea orașului Mons și a autostrăzii A7 ( E19 ), care asigură legătura între Bruxelles și Paris. Astfel, lacul este situat pe una dintre principalele legături navigabile care conectează bazinele fluviilor Escaut și Meuse.
Punct de trecere între rețelele de canale și căi navigabile din Franța și Țările de Jos, portul Grand-Large este unul de agrement cunoscut la nivel european. El dispune de 157 de inele pentru acostare, de un Club House, și este administrat de o căpitănie proprie. În incinta sa funcționează și o piscină.

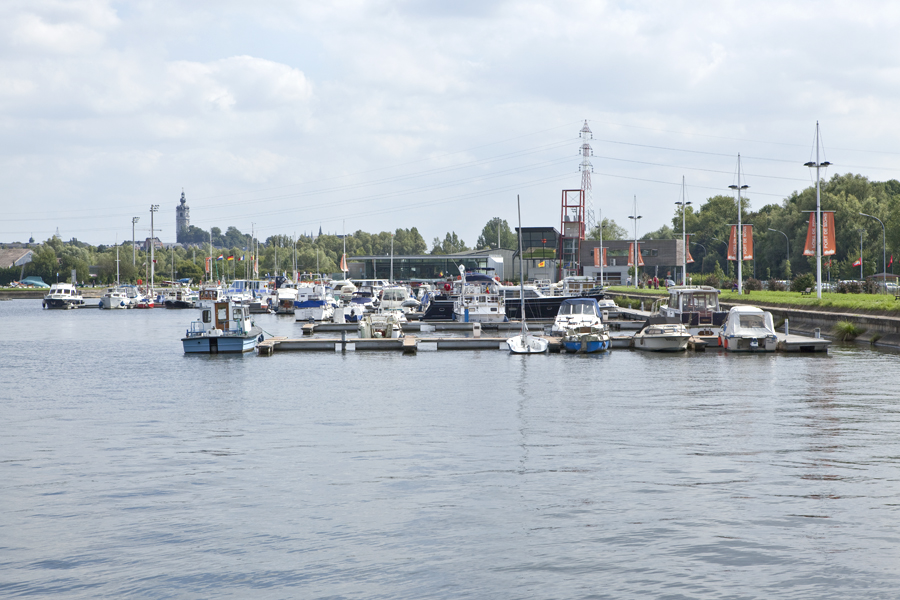
Portul și căpitănia.
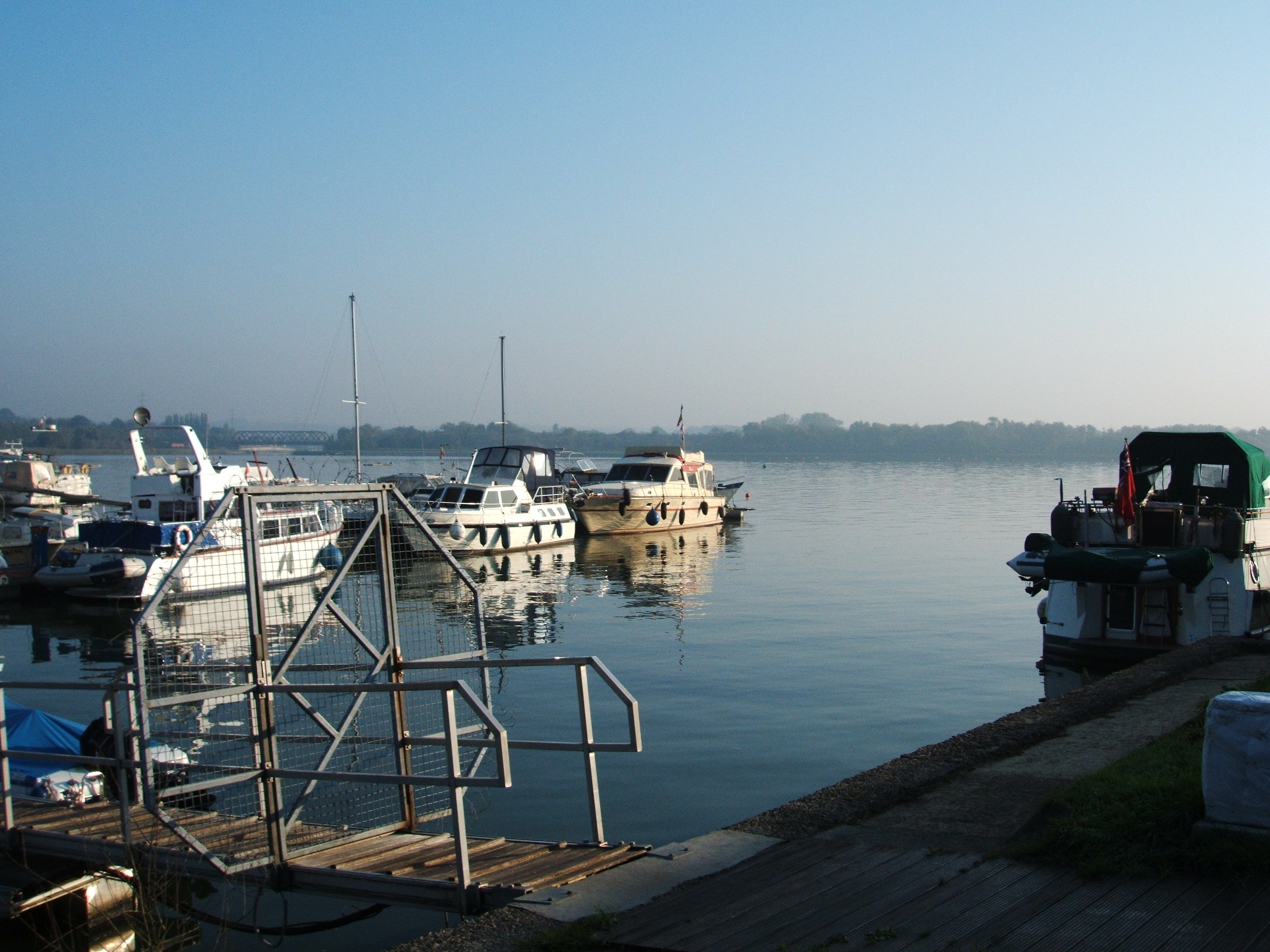
Grand Large și portul său